# Députés de l’arrondissement de Tournai-Ath-Mouscron
Cet article présente une liste des députés de l’arrondissement de Tournai-Ath-Mouscron de 1900 à 1995.
L’arrondissement de Tournai-Ath pour la chambre des représentants a été instauré en 1900 et est resté d’application jusqu’à la réforme des circonscriptions électorales  votée en 1993. Cet arrondissement a été élargi après l’arrivée en 1963 de Mouscron-Comines en province de Hainaut.
Cet arrondissement est actuellement utilisé pour l’élection de 7 députés au Parlement de Wallonie.
La date reprise pour le début du mandat est celle de la prestation de serment et non pas celle de l’élection.
| Nom                                  |  | Parti                          | durée du mandat                                                                                  |
| Camille Artisien                     |  | PSB                            | 13 avril 1939-17 février 1946                                                                    |
| Albert Asou                          |  | Parti libéral                  | 2 février 1905- 24 mai 1914                                                                      |
| André Bertouille                     |  | PRL                            | 5 mai 1977- 21 mai 1995                                                                          |
| Alphonse Bonnenfant                  |  | Parti Communiste de Belgique   | 8 mars 1946-11 avril 1954                                                                        |
| Emile Bôval                          |  | Parti catholique               | 10 juin 1908-16 mars 1917                                                                        |
| Georgette Brenez                     |  | PS                             | 28 mars 1974-13 octobre 1985                                                                     |
| Léon Cambier                         |  | Parti catholique               | 3 juillet 1900- 29 mai 1904                                                                      |
| Emile Carlier                        |  | POB                            | 16 novembre 1919-24 janvier 1934                                                                 |
| Henri Carton de Tournai              |  | Parti catholique               | 5 mai 1925-24 mai 1936                                                                           |
| Henri Castel                         |  | PSB                            | 27 avril 1954-10 mars 1974                                                                       |
| Maurice Couplet                      |  | PSC                            | 8 mars 1946-11 avril 1954                                                                        |
| Henri Crombez                        |  | Parti libéral                  | 3 juillet 1900- 24 janvier 1905                                                                  |
| Charles De Bruycker                  |  | Parti catholique               | 16 novembre 1919-22 mars 1932                                                                    |
| Marcel Décarpentrie                  |  | PSC                            | 18 juin 1958-23 mai 1965                                                                         |
| Joseph Defaux                        |  | POB                            | 18 décembre 1918-30 juin 1931                                                                    |
| René Dejonckheere                    |  | ECOLO                          | 16 décembre 1991- 21 mai 1995                                                                    |
| Jean-Baptiste Delhaye                |  | PS                             | 28 mars 1974-13 décembre 1987                                                                    |
| André Delrue                         |  | Parti Communiste de Belgique   | 10 juin 1965-31 mars 1968 puis 25 novembre 1971-17 avril 1977                                    |
| Marcel Demets                        |  | PSB                            | 10 juin 1965- 17 avril 1977 (auparavant député de l’arrondissement de Courtrai)                  |
| Ursmar Depotte                       |  | POB puis PSB                   | 2 juillet 1931-27 novembre 1932 puis 30 janvier 1934-17 février 1946                             |
| Étienne Derick                       |  | PSC                            | 17 avril 1954-1er juin 1958                                                                      |
| Pierre Deschamps                     |  | PSC                            | 5 mai 1977- 8 novembre 1981                                                                      |
| Jean-Pierre Detremmerie              |  | PSC                            | 27 novembre 1981- 21 mai 1995                                                                    |
| Robert Devos                         |  | PSC                            | 10 juin 1965- 8 novembre 1981 (auparavant député de l’arrondissement de Courtrai)                |
| Denis D’hondt                        |  | PRL                            | 27 novembre 1981-24 novembre 1991                                                                |
| François Dufour                      |  | PS                             | 5 janvier 1988- 21 mai 1995                                                                      |
| Henri Duquesne Watelet de la Vinelle |  | Parti catholique               | 3 juillet 1900- 16 novembre 1919 auparavant Député de l’arrondissement de Tournai de 1894 à 1900 |
| François Foucart                     |  | Parti catholique               | 28 novembre 1918-16 novembre 1919                                                                |
| Emile Gracia                         |  | Parti catholique               | 8 novembre 1904- 24 mai 1908                                                                     |
| Jacques Haustrate                    |  | Parti catholique               | 23 mars 1932-17 février 1946                                                                     |
| Jules Hossey                         |  | POB puis PSB                   | 20 décembre 1932-26 mars 1961 puis 8 mai 1962-23 mai 1965                                        |
| Maurice Houtart                      |  | Parti catholique               | 11 décembre 1918-15 avril 1925                                                                   |
| Joseph Hoyois                        |  | Parti catholique               | 3 juillet 1900- 15 mai 1918 (tournai 1894-1900)                                                  |
| Florentin Huart                      |  | POB                            | 5 mai 1925-26 mai 1929                                                                           |
| Paul-Emile Janson                    |  | Parti libéral                  | 4 aout 1914- 24 mai 1936                                                                         |
| Paul-Henri Jouret                    |  | Parti libéral                  | 24 juillet 1912-15 avril 1925 puis 12 novembre 1929-27 novembre 1932                             |
| Jean Leclercq                        |  | RW                             | 23 avril 1968-décembre 1970                                                                      |
| René Lefebvre                        |  | Parti libéral puis PLP         | 23 juin 1936-10 mars 1974                                                                        |
| Horace Leleux                        |  | Parti libéral                  | 8 mars 1946-26 juin 1949                                                                         |
| Jacky Leroy                          |  | PS                             | 5 janvier 1988-24 novembre 1991                                                                  |
| Marc Lestienne                       |  | PSC                            | 27 novembre 1981- 13 décembre 1987                                                               |
| Pierre Maistriaux                    |  | PRL                            | 11 janvier 1979- 8 novembre 1981                                                                 |
| Vincent Cossée de Maulde             |  | Parti catholique               | 23 juin 1936-17 février 1946                                                                     |
| Paul Meunier                         |  | PSC                            | 8 mars 1946-26 juin 1949                                                                         |
| Joseph Nèves                         |  | POB                            | 20 décembre 1932-24 mai 1936                                                                     |
| Oswald Ouverleaux                    |  | Parti libéral                  | 3 juillet 1900- 12 juin 1912                                                                     |
| Jean-Pierre Perdieu                  |  | PS                             | 5 mai 1977- 21 mai 1995                                                                          |
| Jean Picron                          |  | PLP puis PRL                   | 18 avril 1961- 17 décembre 1978                                                                  |
| Louis Pouille                        |  | POB puis socialiste dissident  | 3 juillet 1900- 29 mai 1904                                                                      |
| Louis Roger                          |  | Parti libéral                  | 8 novembre 1904- 24 mai 1908                                                                     |
| émile Royer                          |  | cartel libéral-socialiste, POB | 10 juin 1908-16 mai 1916                                                                         |
| Georges Sénéca                       |  | PSC                            | 16 décembre 1991- 21 mai 1995                                                                    |
| André Soudant                        |  | PLP                            | 28 mars 1974- 17 avril 1977                                                                      |
| Paul Van Damme                       |  | RW                             | 12 janvier 1971-10 mars 1974                                                                     |
| Dr Camille Vangraefschepe            |  | PSB                            | 12 juillet 1949-8 mai 1962                                                                       |
| Pierre Wigny                         |  | PSC                            | 12 juillet 1949-7 novembre 1971                                                                  |
| Gustave Wyns                         |  | REX                            | 23 juin 1936-2 avril 1939                                                                        |

## Source
- Documents Parlementaires, Chambre des représentants,